# Юстіна Софія Барбі-Мюлінгенська
Юстіна Софія Барбі-Мюлінгенська (нім. Justine Sophie von Barby und Mühlingen), (нар. 14 квітня 1636 — пом. 12 серпня 1677) — графиня Барбі-Мюлінгенська з роду Арнштайнів, донька графа Барбі-Мюлінгену Альбрехта Фрідріха та графині Дельменгорстської Софії Урсули, дружина князя Східної Фризії Енно Людвіга.

## Біографія
Народилась 14 квітня 1636 року у Рудольштадті. Була другою дитиною та другою донькою в родині графа Барбі-Мюлінгену Альбрехта Фрідріха та його дружини Софії Урсули Дельменгорстської, які укривалися при дворі графа Шварцбург-Рудольштадту Людвіга Ґюнтера від лихоліть Тридцятирічної війни. Новонароджена мала старшу сестру Крістіну Єлизавету, згодом з'явились молодші — Емілія Юліана й Антонія Сибілла та брат Август Людвіг.

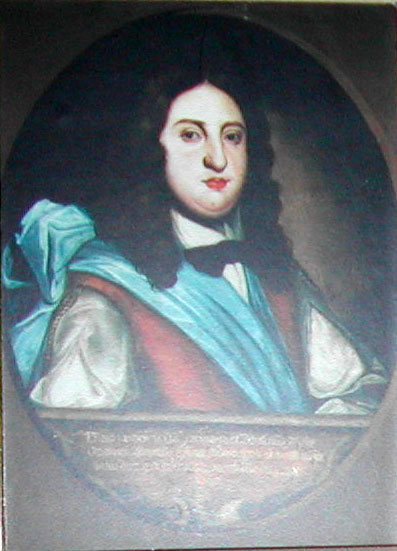
Портрет Енно Людвіга близько 1750 року

У віці 5 років втратила батька, наступного року залишилась круглою сиротою. Виховувалась при дворі графа Ольденбургу Антона Ґюнтера.
У віці 20 років стала дружиною 24-річного князя Східної Фризії Енно Людвіга. Перед цим наречений був заручений з принцесою Генрієттою Катериною Оранською, однак та розірвала заручини. Після відвідин князем ольденбурзького двору, швидко було домовлено про весілля з вихованицею графа. Вінчання пройшло 3 листопада 1656 року. Енно Людвіг отримав добру освіту у кількох європейських країнах, однак його змальовували як ледачого й обмеженого юнака. Протягом короткого шлюбу у подружжя народилися дві доньки.
4 квітня 1660 Енно Людвіг загинув на полюванні. Після смерті чоловіка Юстіна Софія з дітьми переїхали до Берумського замку. Решта її життя пройшла у суперечках про спадщину із князівською родиною Кірксени.
Померла 12 серпня 1677 року. Була похована у мавзолеї родини Кірксена в Ауриху.

## Родина
Чоловік  — Енно Людвіг
Діти:
- Юліана Луїза (1657—1715) — взяла таємний шлюб із гамбурзьким пастором Йоакімом Моргенвеком;
- Софія Вільгельміна (1659—1698) — дружина герцога Ельсу Крістіана Ульріха, мала єдину доньку, яка не залишила нащадків.

## Генеалогія
| Вольфганг I | Вольфганг I | Вольфганг I | Вольфганг I | Вольфганг I | Вольфганг I |         |         | Агнеса Мансфельдська | Агнеса Мансфельдська | Агнеса Мансфельдська | Агнеса Мансфельдська | Агнеса Мансфельдська                 | Агнеса Мансфельдська                 |                                      |                                      | Альбрехт VII                         | Альбрехт VII                         | Альбрехт VII | Альбрехт VII | Альбрехт VII                    | Альбрехт VII                    |                                 |                                 | Юліана Нассау-Ділленбурзька     | Юліана Нассау-Ділленбурзька     | Юліана Нассау-Ділленбурзька | Юліана Нассау-Ділленбурзька | Юліана Нассау-Ділленбурзька | Юліана Нассау-Ділленбурзька |  |  | Антон I | Антон I | Антон I | Антон I | Антон I  | Антон I  |          |          | Софія Саксен-Лауенбурзька | Софія Саксен-Лауенбурзька | Софія Саксен-Лауенбурзька | Софія Саксен-Лауенбурзька | Софія Саксен-Лауенбурзька     | Софія Саксен-Лауенбурзька     |                               |                               | Генріх Брауншвейг-Даннеберзький | Генріх Брауншвейг-Даннеберзький | Генріх Брауншвейг-Даннеберзький | Генріх Брауншвейг-Даннеберзький | Генріх Брауншвейг-Даннеберзький            | Генріх Брауншвейг-Даннеберзький            |                                            |                                            | Урсула Саксен-Лауенбурзька                 | Урсула Саксен-Лауенбурзька                 | Урсула Саксен-Лауенбурзька | Урсула Саксен-Лауенбурзька | Урсула Саксен-Лауенбурзька | Урсула Саксен-Лауенбурзька |  |  |
| Вольфганг I | Вольфганг I | Вольфганг I | Вольфганг I | Вольфганг I | Вольфганг I |         |         | Агнеса Мансфельдська | Агнеса Мансфельдська | Агнеса Мансфельдська | Агнеса Мансфельдська | Агнеса Мансфельдська                 | Агнеса Мансфельдська                 |                                      |                                      | Альбрехт VII                         | Альбрехт VII                         | Альбрехт VII | Альбрехт VII | Альбрехт VII                    | Альбрехт VII                    |                                 |                                 | Юліана Нассау-Ділленбурзька     | Юліана Нассау-Ділленбурзька     | Юліана Нассау-Ділленбурзька | Юліана Нассау-Ділленбурзька | Юліана Нассау-Ділленбурзька | Юліана Нассау-Ділленбурзька |  |  | Антон I | Антон I | Антон I | Антон I | Антон I  | Антон I  |          |          | Софія Саксен-Лауенбурзька | Софія Саксен-Лауенбурзька | Софія Саксен-Лауенбурзька | Софія Саксен-Лауенбурзька | Софія Саксен-Лауенбурзька     | Софія Саксен-Лауенбурзька     |                               |                               | Генріх Брауншвейг-Даннеберзький | Генріх Брауншвейг-Даннеберзький | Генріх Брауншвейг-Даннеберзький | Генріх Брауншвейг-Даннеберзький | Генріх Брауншвейг-Даннеберзький            | Генріх Брауншвейг-Даннеберзький            |                                            |                                            | Урсула Саксен-Лауенбурзька                 | Урсула Саксен-Лауенбурзька                 | Урсула Саксен-Лауенбурзька | Урсула Саксен-Лауенбурзька | Урсула Саксен-Лауенбурзька | Урсула Саксен-Лауенбурзька |  |  |
|             |             |             |             |             |             |         |         |                      |                      |                      |                      |                                      |                                      |                                      |                                      |                                      |                                      |              |              |                                 |                                 |                                 |                                 |                                 |                                 |                             |                             |                             |                             |  |  |         |         |         |         |          |          |          |          |                           |                           |                           |                           |                               |                               |                               |                               |                                 |                                 |                                 |                                 |                                            |                                            |                                            |                                            |                                            |                                            |                            |                            |                            |                            |  |  |
|             |             |             |             | Йост II     | Йост II     | Йост II | Йост II | Йост II              | Йост II              |                      |                      |                                      |                                      |                                      |                                      |                                      |                                      |              |              | Софія Шварцбург-Рудольштадтська | Софія Шварцбург-Рудольштадтська | Софія Шварцбург-Рудольштадтська | Софія Шварцбург-Рудольштадтська | Софія Шварцбург-Рудольштадтська | Софія Шварцбург-Рудольштадтська |                             |                             |                             |                             |  |  |         |         |         |         | Антон II | Антон II | Антон II | Антон II | Антон II                  | Антон II                  |                           |                           |                               |                               |                               |                               |                                 |                                 |                                 |                                 | Сибілла Єлизавета Брауншвейг-Данненберзька | Сибілла Єлизавета Брауншвейг-Данненберзька | Сибілла Єлизавета Брауншвейг-Данненберзька | Сибілла Єлизавета Брауншвейг-Данненберзька | Сибілла Єлизавета Брауншвейг-Данненберзька | Сибілла Єлизавета Брауншвейг-Данненберзька |                            |                            |                            |                            |  |  |
|             |             |             |             | Йост II     | Йост II     | Йост II | Йост II | Йост II              | Йост II              |                      |                      |                                      |                                      |                                      |                                      |                                      |                                      |              |              | Софія Шварцбург-Рудольштадтська | Софія Шварцбург-Рудольштадтська | Софія Шварцбург-Рудольштадтська | Софія Шварцбург-Рудольштадтська | Софія Шварцбург-Рудольштадтська | Софія Шварцбург-Рудольштадтська |                             |                             |                             |                             |  |  |         |         |         |         | Антон II | Антон II | Антон II | Антон II | Антон II                  | Антон II                  |                           |                           |                               |                               |                               |                               |                                 |                                 |                                 |                                 | Сибілла Єлизавета Брауншвейг-Данненберзька | Сибілла Єлизавета Брауншвейг-Данненберзька | Сибілла Єлизавета Брауншвейг-Данненберзька | Сибілла Єлизавета Брауншвейг-Данненберзька | Сибілла Єлизавета Брауншвейг-Данненберзька | Сибілла Єлизавета Брауншвейг-Данненберзька |                            |                            |                            |                            |  |  |
|             |             |             |             |             |             |         |         |                      |                      |                      |                      |                                      |                                      |                                      |                                      |                                      |                                      |              |              |                                 |                                 |                                 |                                 |                                 |                                 |                             |                             |                             |                             |  |  |         |         |         |         |          |          |          |          |                           |                           |                           |                           |                               |                               |                               |                               |                                 |                                 |                                 |                                 |                                            |                                            |                                            |                                            |                                            |                                            |                            |                            |                            |                            |  |  |
|             |             |             |             |             |             |         |         |                      |                      |                      |                      | Альбрехт Фрідріх Барбі-Мюлінгенський | Альбрехт Фрідріх Барбі-Мюлінгенський | Альбрехт Фрідріх Барбі-Мюлінгенський | Альбрехт Фрідріх Барбі-Мюлінгенський | Альбрехт Фрідріх Барбі-Мюлінгенський | Альбрехт Фрідріх Барбі-Мюлінгенський |              |              |                                 |                                 |                                 |                                 |                                 |                                 |                             |                             |                             |                             |  |  |         |         |         |         |          |          |          |          |                           |                           |                           |                           | Софія Урсула Дельменгорстська | Софія Урсула Дельменгорстська | Софія Урсула Дельменгорстська | Софія Урсула Дельменгорстська | Софія Урсула Дельменгорстська   | Софія Урсула Дельменгорстська   |                                 |                                 |                                            |                                            |                                            |                                            |                                            |                                            |                            |                            |                            |                            |  |  |
|             |             |             |             |             |             |         |         |                      |                      |                      |                      | Альбрехт Фрідріх Барбі-Мюлінгенський | Альбрехт Фрідріх Барбі-Мюлінгенський | Альбрехт Фрідріх Барбі-Мюлінгенський | Альбрехт Фрідріх Барбі-Мюлінгенський | Альбрехт Фрідріх Барбі-Мюлінгенський | Альбрехт Фрідріх Барбі-Мюлінгенський |              |              |                                 |                                 |                                 |                                 |                                 |                                 |                             |                             |                             |                             |  |  |         |         |         |         |          |          |          |          |                           |                           |                           |                           | Софія Урсула Дельменгорстська | Софія Урсула Дельменгорстська | Софія Урсула Дельменгорстська | Софія Урсула Дельменгорстська | Софія Урсула Дельменгорстська   | Софія Урсула Дельменгорстська   |                                 |                                 |                                            |                                            |                                            |                                            |                                            |                                            |                            |                            |                            |                            |  |  |
|             |             |             |             |             |             |         |         |                      |                      |                      |                      |                                      |                                      |                                      |                                      |                                      |                                      |              |              |                                 |                                 |                                 |                                 |                                 |                                 |                             |                             |                             |                             |  |  |         |         |         |         |          |          |          |          |                           |                           |                           |                           |                               |                               |                               |                               |                                 |                                 |                                 |                                 |                                            |                                            |                                            |                                            |                                            |                                            |                            |                            |                            |                            |  |  |
|             |             |             |             |             |             |         |         |                      |                      |                      |                      |                                      |                                      |                                      |                                      |                                      |                                      |              |              |                                 |                                 |                                 |                                 |                                 |                                 |                             |                             | Юстіна Софія                |                             |  |  |         |         |         |         |          |          |          |          |                           |                           |                           |                           |                               |                               |                               |                               |                                 |                                 |                                 |                                 |                                            |                                            |                                            |                                            |                                            |                                            |                            |                            |                            |                            |  |  |